# Faramea robusta
Faramea robusta är en måreväxtart som beskrevs av Charlotte M. Taylor. Faramea robusta ingår i släktet Faramea och familjen måreväxter.
Artens utbredningsområde är Colombia. Inga underarter finns listade i Catalogue of Life.